# Isepeolus atripilis
Isepeolus atripilis är en biart som beskrevs av Roig-alsina 1991. Isepeolus atripilis ingår i släktet Isepeolus och familjen långtungebin. Inga underarter finns listade i Catalogue of Life.